# Перл, Кора
Кора Перл (англ. Cora Pearl, собственно Эмма Элизабет Крауч, англ. Emma Elizabeth Crouch, 1835 или 1842, Лондон или Плимут — 8 июля 1886, Лондон) — английская актриса и оперная певица, куртизанка, дама парижского полусвета, мемуаристка.

## Биография
Время и место рождения не до конца ясны. Дочь английского композитора, виолончелиста и педагога Фредерика Николза Крауча (1808—1896). Училась в монастырской школе во Франции. Вернувшись в Англию, не приняла скромный образ жизни отца, уехала в Лондон, чтобы стать актрисой. В столице зарабатывала на жизнь проституцией, затем перешла на содержание богатых людей. С одним из них приехала в Париж и осталась там, взяла псевдоним. В 1867 выступила на сцене в опере-буфф Оффенбаха «Орфей в аду», но актрисой не стала и предпочла роль содержанки. Отличалась артистизмом, прекрасными манерами, одевалась у Уорта.
Её покровителями были Виктор Массена, герцог де Риволи; принц Вильгельм Оранский, сын короля Нидерландов; сын Иоахима Мюрата, принц Ашиль; герцог де Морни, единоутробный брат Наполеона III; принц Наполеон, двоюродный брат Наполеона III. Приобрела замок под Орлеаном, несколько особняков в Париже, владела богатейшим собранием драгоценностей.
После попытки одного из покровителей покончить с собой на пороге её дома предпочла скрыться от скандала в Лондоне, где не имела успеха. Разочаровало её и возвращение в Париж, где старых друзей и новых охотников до услуг демимонденки становилось всё меньше. Играла в казино, после 1876 стала распродавать имущество, жила в долг, даже вернулась к занятиям проституцией.
Умерла от рака кишечника.

## Мемуары
Вдохновлённая мемуарами бывшей куртизанки Элизабет-Селесты Венар, графини де Шабрилан, оставила воспоминания, они вышли в Париже и Лондоне в 1886, были переведены на несколько языков, переиздаются до нынешнего дня.